# Gradius Collection
Gradius Collection (conocido como Gradius Portable en Japón) es un recopilatorio de 5 juegos de la saga Gradius, lanzada para la PSP en 2006, desarrollados todos ellos por Konami.
Gradius Collection contiene los siguientes videojuegos:
- Gradius. (versión arcade)
- Gradius II. (versión arcade)
- Gradius III. (versión arcade)
- Gradius Gaiden.
- Gradius IV Fukkatsu.

## Adiciones del pack
Este pack no incluye tan sólo los juegos anteriormente mencionados, sino que también incluye una serie de mejoras y extras respecto a los originales:
- Opción para reducir el área de colisión de la nave.
- Posibilidad de activar/desactivar las ralentizaciones de los originales.
- Diversos modos de vista, amoldándose a la pantalla de la PSP, formato original...
- Gradius y Gradius II han sido modificados específicamente para poder adaptar el formato de la PSP sin pérdida alguna de calidad.
- Inclusión de un modo de guardado. Ahora se puede guardar en cualquier momento, aunque comenzarás en el último checkpoint, en el mismo estado en el que estabas cuando guardaste (mismo armamento, vidas...).
- Modo galería con todas las melodías de los 5 juegos, incluyendo las versiones de X68000.
- Videos de anteriores juegos y recopilatorios de la saga Gradius: Gradius III and IV, Gradius Gaiden y Gradius Deluxe Pack.

## Inconvenientes del pack
- Lamentablemente, ninguno de los juegos incluye modo multijugador, incluyendo el caso de Gradius Gaiden.
- Gradius y Gradius II carecen de menú selector de nivel, obligando a guardar partida en tus niveles favoritos para rejugarlos.
- La emulación de Gradius III no es demasiado satisfactoria, teniendo múltiples errores como la mala visualización de las estrellas o la carga del nivel orgánico.

## Desbloqueables
A pesar de que no conste en el manual, algunos de los juegos del recopilatorio tienen desbloqueables. Estos se basan en lograr algo concreto, y después acabar la partida. Por mucho que guardes tu partida, si no la acabas, no desbloquearás nada. Además debe tenerse cuidado, ya que, al cargar una partida anterior a un desbloqueo, este volverá a bloquearse.
Este es el contenido desbloqueable de cada juego:
- Gradius III

-Modo extra: Llega hasta el nivel 9. Aquí se guardan los minijuegos y un modo extra de juego.
-Cube Attack: Llega hasta el nivel 9. Es la parte del ataque de cubos del nivel 9, totalmente configurable.
-Gradius: Debes ser golpeado por un disparo del jefe final. Se trata de una porción del 1º nivel del videojuego Gradius.
-Salamander: Debes ser golpeado por un disparo del jefe final. Se trata de una porción del 1º nivel del videojuego Salamander.
-Extra Edit: Acaba el juego. Añade un nuevo modo de configuración de armas en el Modo Extra, agregando nuevas armas. No se puede guardar en este modo.
-Stage Select: Acaba el juego para poder elegir nivel.
- Gradius IV Fukkatsu

-Boss Rush: Acaba el juego para poder jugar todos los jefes finales seguidos, sin problemas de armamento.
-Stage Select: Acaba el juego para poder elegir nivel.
- Gradius Gaiden

-Stage Select: Acaba el juego en modo normal o superior para poder elegir nivel.